# Paromalus malus
Paromalus malus är en skalbaggsart som beskrevs av Sylvain Auguste de Marseul 1862. Paromalus malus ingår i släktet Paromalus och familjen stumpbaggar. Inga underarter finns listade i Catalogue of Life.